# John Szarkowski
John Szarkowski (* 18. Dezember 1925 in Ashland, Wisconsin; † 7. Juli 2007 in Pittsfield, Massachusetts) war ein einflussreicher US-amerikanischer Fotografie-Kunsthistoriker, Kunstkritiker, Kurator und Fotograf. Er war langjähriger Direktor des Department of Photography, der fotografischen Abteilung des New Yorker Museum of Modern Art (MoMA).

## Leben und Wirken
John Szarkowski wuchs in der Kleinstadt Ashland im Norden von Wisconsin auf. Bereits mit 11 Jahren begann er sich für Fotografie zu interessieren. Während des Zweiten Weltkriegs diente er in der United States Army. 1948 graduierte er an der University of Wisconsin–Madison in Kunstgeschichte. Im Anschluss begann er als Museumsfotograf am Walker Art Center in Minneapolis zu arbeiten. Ab diesem Zeitpunkt befasste er sich vornehmlich mit der künstlerischen Fotografie. 1949 hatte er seine erste Einzelausstellung am Walker Art Center, weitere Ausstellungen folgten.
1954 erhielt Szarkowski das erste von zwei Guggenheim-Stipendien, das er für das Buch The Idea of Louis Sullivan (1956) verwendete. Von 1958 bis 1962 lebte er wieder im ländlichen Wisconsin. Dort nahm er 1961 ein zweites Guggenheim-Stipendium entgegen, das er zur Erforschung der Wildnis und der Beziehung zwischen Mensch und Landschaft nutzte.
1962 wählte ihn Edward Steichen zu seinem persönlichen Nachfolger am Museum of Modern Art. Als Szarkowski in New York ankam, zeigte kaum eine Galerie künstlerische Fotografien. So begann er die Karrieren progressiver Fotografen wie Diane Arbus, Lee Friedlander oder Garry Winogrand, zu fördern und „entdeckte“ beispielsweise den französischen Fotografen Jacques-Henri Lartigue, indem er dessen bekanntestes Bild von einem Autorennen 1963 in einer Ausstellung im MoMA zeigte.
1973 veröffentlichte Szarkowski das vielbeachtete Fachbuch Looking at Photographs, das sich theoretisch mit der Fotografie auseinandersetzt und das bald zum Standardwerk der Kunstfotografie an den amerikanischen Kunstschulen wurde. Überdies publizierte er zahlreiche Fotografen-Monografien wie beispielsweise über Ansel Adams, William Eggleston oder Irving Penn und, zusammen mit Maria Morris Hambourg, das profunde fotografische Gesamtwerk von Eugène Atget in vier Bänden.
Szarkowski unterrichtete in Harvard, Yale, an der Cornell University und der New York University. 1991 trat er von seinem Posten am MoMA zurück und fungierte im Anschluss als Direktor Emeritus für Fotografie am Museum. Szarkowskis Kuratoriumsnachfolger wurde Peter Galassi, der Chefkurator des Museums.
Im Ruhestand kehrte Szarkowski zu eigenen fotografischen Arbeiten zurück; meistens ging es ihm darum, den spirit of place, den „Ortsgeist“ (Genius loci), der amerikanischen Landschaft einzufangen. Im Jahr 2005 hatte Szarkowski mehrere größere Einzelausstellungen in den Vereinigten Staaten.
John Szarkowski starb am 7. Juli 2007 im Alter von 81 Jahren an einem Schlaganfall.